# Ложный протагонист
Ложный протагонист — герой произведения, который принимается зрителем за главного, но на самом деле таковым не является.
Создание ложного протагониста — приём, используемый в художественной литературе, кинематографе и компьютерных играх для того, чтобы сюжет был более захватывающим и запоминающимся, нарушающим ожидания аудитории.
В начале произведения ложный протагонист воспринимается как главный герой, но затем его убивают (обычно для того, чтобы шокировать зрителей/читателей/игроков, или изменить сюжетную парадигму). Если ложный протагонист не умирает, его статус меняется так, что аудитория понимает — теперь он не играет главной роли в произведении. Кроме того, ложный протагонист может стать антагонистом.

## Общее представление
Существуют разные приёмы, благодаря которым удаётся создать впечатление о герое, как о главном. В кино эффективным методом является приглашение знаменитых актёров, так как известное имя поневоле притягивает внимание аудитории. Кроме того, для таких целей хороши крупные планы, они создают связь между зрителем и актёром. Альтернативным способом использования ложного протагониста является делегирование ему роли нарратора — фигуры, которая рассказывает историю, зачастую обращаясь к зрителю напрямую.
Приёмы, используемые при создании картин для большого проката, с успехом применяются в телефильмах и сериалах. Однако здесь есть свои особенности. Команды, работающие над сериалами, длящимися много сезонов, имеют возможность учитывать мнения и ожидания зрителей. Протагонист, изначально задумывавашийся ложным, может остаться в роли «настоящего», второстепенные герои становятся главными, с некоторыми актёрами не продлевают контракты и бывшие основными персонажи пропадают, оказываясь для зрителей ложными протагонистами.
Кроме того, не следует путать ложного протагониста с ложным героем: второй — это всегда фигура злодея, предъявляющего главному герою ложные претензии, которые последний должен опровергнуть (пример — сёстры Золушки во время примерки туфельки).
В большинстве компьютерных игр разработчики дают возможность игроку управлять только основными персонажами. Тем не менее, есть примеры, когда возможна игра за ложного протагониста, который вскоре оказывается убит или становится антагонистом. Быстрая гибель контролируемого персонажа становится большим сюрпризом для игрока, что повышает интерес к игре.

## Примеры

### Кинематограф
- «Project A-Ko 4: Final» начинается с мисс Аюми как ложного главного героя. Эйко Магами не появляется в фильме до 34 минут, так как фильм переключает основное внимание на A-ko, она вырывается из-под пола в своем матросском боевом снаряжении во время свадьбы, когда она и Бико готовы к битве.
- Первым фильмом, в котором вводилась фигура ложного протагониста, была картина Альфреда Хичкока «Психо». Главная героиня Мэрион Крэйн погибает в первой трети фильма и, таким образом, оказывается ложным протагонистом.
- В фильме «Кошмар на улице Вязов (1984)» ложным протагонистом является Тина Грей, которая погибает от рук Фредди Крюгера, настоящим протагонистом оказалась её подруга — Нэнси Томпсон.
- В фильме «Крик» ложным антагонистом является Кейси Бейкер, которая погибает от рук Призрачного лица на 12 минуте фильма. Настоящий протагонист картины — Сидни Прескотт.
- В одноименной экранизации романа «Звездная пыль» ложным протагонистом является отец главного героя, Данстан Торн, о событиях юности которого сначала ведётся рассказ.
- В постановке Тима Бёртона «Марс атакует!» несколько известных актёров играют ложных протагонистов. Это Джек Николсон, Пирс Броснан и Майкл Джей Фокс, все они погибают от рук пришельцев. Главными оказываются герои, роли которых исполняли не такие известные в тот момент актёры (например, Натали Портман).
- В британском сериале «Ведьма» протагонист меняется в восьмом эпизоде, когда главную героиню — ложного протагониста — убивают.
- Ложный протагонист американского сериала «Тюрьма Оз» умирает в конце первой серии. Это убийство оказывает влияние на всё происходящее в первом сезоне, а главным героем становится другой персонаж.

### Мультфильмы
- В начале мультфильма «Падал прошлогодний снег» рассказчик собирается рассказывать про щуку, но затем переключается на ссорящихся супругов, потом на крестьянина с мельницей, потом на кружку, потом на другого крестьянина, пока не останавливается на мужичке, который остаётся протагонистом до конца мультфильма.

### Компьютерные игры
- В «Call of Duty 4: Modern Warfare» игрок управляет морским пехотинцем сержантом Полом Джексоном, который в конце первого акта умирает из-за ядерного взрыва.
- В прологе игры «Project Zero» игрок выступает в роли персонажа Мафуя, но затем Мику, близнец Мафуя, постепенно становится протагонистом.
- В «Assassin’s Creed III» ложным протагонистом является Хэйтем Кенуэй, который впоследствии становится антагонистом.
- В «DanganronpaV3: Killing Harmony» ложным протагонистом первого эпизода игры является Каэдэ Акамацу, которая позже, во время классного суда, признаётся виновной в убийстве, после чего её казнят.